# Virgínia Novel Martí
Virgínia Novel Martí (Barcelona 1944 - 2025) fou una podòloga, docent i dirigent professional catalana, destacada pel seu paper en la consolidació de la podologia com a disciplina sanitària a Espanya. Va ser presidenta del Col·legi Oficial de Podòlegs de Catalunya i del Consell General de Col·legis Oficials de Podòlegs d'Espanya, a més de tenir una llarga trajectòria docent a la Universitat de Barcelona.
Novel va iniciar la seva carrera acadèmica a la Universitat de Barcelona el 1976, on va esdevenir professora titular el 1991. Durant la seva trajectòria, va impulsar la professionalització de la podologia i la seva integració dins de l’àmbit sanitari universitari.
Entre el 1990 i el 2012, va dirigir la Clínica Podològica Universitària de la Universitat de Barcelona, convertint-la en un centre de referència. Posteriorment, entre el 2012 i el 2014, va liderar l'Hospital Podològic de la mateixa universitat, el primer hospital universitari d'Espanya dedicat exclusivament a la podologia.
Va presidir el Col·legi Oficial de Podòlegs de Catalunya entre 1994 i 2009 i el Consell General de Col·legis Oficials de Podòlegs d’Espanya entre 1999 i 2012. Durant el seu mandat, va treballar per la regulació de la professió i la millora de la formació acadèmica dels podòlegs.

## Reconeixements i premis
La seva trajectòria va ser reconeguda amb diverses distincions:
- Doctora honoris causa en Ciències Mèdiques per la Pennsylvania College of Podiatric Medicine (1998).
- Medalla al treball President Macià atorgada per la Generalitat de Catalunya (1999).
- Medalla Josep Trueta al mèrit sanitari (2010).
- Premi Leonardo Escachs (2011), concedit pel Col·legi de Podòlegs de Catalunya.
- Nomenada degana d'honor del Col·legi Professional de Podòlegs de la Comunitat de Madrid (2015).